# Vireo pallens
Vireo pallens là một loài chim trong họ Vireonidae.